# Parque Eldorado Oeste
Parque Eldorado Oeste é um bairro da cidade brasileira de Goiânia, localizado na região oeste do município.
O bairro surgiu com a existência de quase 300 unidades habitacionais populares promovidas pelo Governo Federal. Localizado próximo a bairros como Jardim São José e Monte Pascoal, o Parque Eldorado Oeste é dividido em duas etapas, sendo a primeira, segundo a prefeitura de Goiânia, mais populosa.
Segundo dados do Instituto Brasileiro de Geografia e Estatística (IBGE), divulgados pela prefeitura, no Censo 2010 a população do Parque Eldorado Oeste era de 4 135 pessoas.